# أسطورة سيغورد وغودرون
أسطورة سيغورد وغودرون كتاب يحتوي على قصيدتين قصصيتين ونصوص ذات صلة من تأليف جون رونالد تولكين. نُشِر بواسطة هوتون ميفلين هاركورت وهاربر كولنز في 5 مايو 2009.
ربما كُتبت القصيدتان اللتان تشكلان الجزء الأكبر من الكتاب خلال ثلاثينيات القرن العشرين، وكانت مستوحاة من أسطورة سيغورد وسقوط النفلنغ في الأساطير الإسكندنافية. القصيدتان في شكل أبيات متجانسة فيما يُعرف بالشعر المعلى، وهي مستوحاة من الأبيات التقليدية لأشعار الإيدا، التي جُمعت في القرن الثالث عشر. أضاف كريستوفر تولكين ملاحظات وتعليقات كثيرة على أعمال والده.

## الحبكة

### لاي فولسنغس الجديد

#### البداية
بعد خلق إيسر للعوالم التسعة، تُحاصر جدران أسغارد من قبل جيش من العمالقة والترول. ينجح ثور باستخدام مطرقة ميولنير في قيادة هؤلاء «الأعداء الخالدين» إلى يوتنهايم. لكن هناك مخاطر جديدة قادمة.
تتنبأ العرافة بمعركة راجناروك المروعة، وتتحدث عن كيفية ذبح أودين على يد الذئب فينرير، وثور على يد الثعبان يورمنغاند. لكن هناك فرصة وحيدة لتجنب هلاك العوالم التسعة. إذا حارب المحارب الفاني سليل أودين وقاتل الثعابين في المعركة إلى جانب الآلهة، ينبغي أن تُهزم قوى الشر ويولد العالم من جديد.
ردًا على ذلك ينثر أودين نسله بين البشر على أمل ولادة «مختار العالم». على الرغم من انضمام الكثير من الأبطال العظماء إليه في فالهالا، لكنه ما زال ينتظر مجيء قاتل الثعبان.

#### ذَهَبُ أندفاري
بعد ذلك يصل أودين ولوكي وهونير إلى كهف أندفاري القزم. يصادفون هناك أوتر ابن الشيطان هريدمار، ويعتقدون أنه مجرد ثعلب ماء آكل للسمك، فيقتله لوكي بحجر، ويسلخ جلده، ويسرق صيده من سمك السلمون. في حالة غضب يربط هريدمار وابناه الآخران، فافنير وريغين، بين الآلهة الثلاثة بسلاسل غير قابلة للكسر، ويطالبون بتغطية جلد أوتر بالذهب لاعتباره تعويضًا على موته.
سعيًا لدفع الفدية يبحث لوكي عن أندفاري القزم ويبتزه للحصول على ذهب الفدية. على الرغم من محاولة أندفاري إخفاء خاتم ذهبي، لكن لوكي يستولي عليه. يتعهد أندفاري الغاضب بأن يكون كل من الخاتم والذهب موتًا لمن يملكهم. يرجع لوكي إلى هريدمار وابنيه، ويسلمهم الذهب. على الرغم من أن لوكي يخبرهم عن اللعنة بشكل شامت، لكن هريدمار لا يكترث، ويفخر بالثروة التي يملكها الآن.

#### سيغني
على سواحل الشمال، ينفذ إله البحر ريرير، حفيد أودين، غارات في سفن الفايكنع الطويلة. يخلفه ابنه فولسنغس كملك. يحصل هذا الأخير الذي يفضله أودين على فالكيري كزوجة. تلد توأمان، سيغموند وسيغني، في عهد زوجها.
يرسل سيغير ملك غوتس بعد سنوات مبعوثًا، ويطلب يد سيغني للزواج كثمن للسلام. ينصح سيغموند والده بترتيب الزواج، مشيرًا إلى أن غوتس سيثبت كونه حليف قيم.
يدخل أودين إلى القاعة في حفل الزفاف تحت قناع شيخ ملتح أشيب تحت اسم غريمنير. يغرز سيفًا في شجرة البلوط في وسط القاعة ويتحدى الرجال الحاضرين لسحبه خارجًا. بعد أن تفشل محاولات الآخرين، ينجح سيغموند أخيرًا في سحبه من شجرة البلوط. طامعًا بالسيف، يقدم الملك سيغير لسيغموند ثروة من الذهب مقابله. لا يبالي سيغموند، ويتباهى بأن السيف صنع ليديه ويتعهد بعدم بيعه أبدًا.
يعلن سيغير الغاضب الحرب على الملك فولسنغس، الذي ذُبِح على الشاطئ بعد أن صرع العديد من محاربي غوتس. على الرغم من توسل سيغني لحياة أشقائها، يأمر سيغير بربطهم بأشجار الغابة وتركهم للذئاب لتأكلهم. على الرغم من هلاك إخوته التسعة، يذبح سيغموند الذئبة ويهرب إلى كهف مسحور. هناك يتزوج أخته، التي تدخل الكهف في هيئة جنية عذراء. تلد بعد تسعة أشهر ابنًا اسمه سينفيوتلي.
عندما يبلغ سينفيوتلي سن الرشد، يزور والده في الكهف ويستلم سيف غريمنير. مع مرور السنين، يمرّ الأب والابن عبر غوتلاند كخارجين عن القانون، ويذبحان ويسلبان العديد من الرجال. في نهاية المطاف، يتسللان إلى قاعة سيغير، ويقتلان الحراس، ويتعهدان بألا ينجو أي شخص من الداخل. على الرغم من أنهم يطلبون من سيغني المغادرة معهم، لكنها ترفض وتختار الموت جانب زوجها.

#### موت سينفيوتلي
يعود سيغموند وسينفيوتلي بواسطة السفينة إلى أرض فولسنغس، وهما محملان بالغنائم المنهوبة من قاعة سيغير. يحكمان معًا لعدة سنوات، يذبحان سبعة ملوك، وينهبان المدن البعيدة، والقريبة. على الرغم من أنه سيعيش ليندم على ذلك، فإن سيغموند يأخذ ملكة من بين أسرى الحرب.
تبغض الملكة الرجل الذي ذبح والدها، فتُحضِر شرابًا مخمرًا مسمومًا من النبيذ لسينفيوتلي. يشتبه سيغموند في أنه جرى التلاعب بالنبيذ، يشرب الكأس بدلًا من سينفيوتلي ويبقى سالمًا. تُحضِر الملكة الغاضبة كأسًا من البيرة المسمومة، وتقدمها مرةً أخرى إلى سينفيوتلي ولكن يشربها والده ويبقى سالمًا. ما تزال الملكة مصممة على قتل سينفيوتلي، فتقدم له أيضًا كأسًا من المزر المسمومة. هذه المرة يشرب سينفيوتلي الكأس، ويسقط ميتًا مرعبًا سيغموند. بعد ذلك يُرحب بسينفيوتلي في فالهالا من قبل الجد الملك فولسنغس، الذي يعلق أن قاتل الثعبان ما يزال مُنتظرًا.

## وصلات خارجية
- أسطورة سيغورد وغودرون على موقع الموسوعة البريطانية (الإنجليزية)

- The Legend of Sigurd and Gudrun FAQ